# Prince Abdul Aziz bin Musa’ed Stadium
Prince Abdul Aziz bin Musa'ed Stadium – wielofunkcyjny stadion w mieście Ha’il, w Arabii Saudyjskiej. Obiekt został oddany do użytku w 1981 roku i może pomieścić 20 000 widzów. Swoje spotkania rozgrywają na nim piłkarze klubu Al-Tai FC.